# Gmina Lubień Kujawski
Gmina Lubień Kujawski là một gmina thành thị-nông thôn (quận hành chính) ở hạt Włocławek, Kuyavian-Pomeranian Voivodeship, ở miền bắc miền trung Ba Lan. Khu vực hành chính của nó là thị trấn Lubień Kujawski, nằm khoảng 29 kilômét (18 mi) về phía nam của Włocławek và 79 km (49 mi) về phía đông nam của Toruń.
Gmina có diện tích 150,21 kilômét vuông (58,0 dặm vuông Anh) và tính đến năm 2006, tổng dân số của nó là 7.514 người (trong đó dân số của Lubień Kujawski lên tới 1.299, và dân số của vùng nông thôn của gmina là 6.215).

## Làng
Ngoài thị trấn Lubień Kujawski, Gmina Lubień Kujawski bao gồm các làng và các khu định cư như Antoniewo, Bagno, Beszyn, Bileńska Kolonia, Bilno, Błędowo, Blonie, Chojny, Chwalibogowo, Czaple, Dziankówek, Dziankowo, Gliznowo, Goclaw, Gole, Golska Huta, Henryków, Kaczawka, Kaliska, Kamienna, Kanibród, Katy, Kłóbka, Kłóbka-Nowy Mlýn, Kłóbka-Podgórze, kobyla Laka, Kołomia, Kostulin, Kretkowo, Krzewie, Krzewie Drugie, Modlibórz, Morzyce, Narty, Narty-Piaski, Nowa Wies, Nowe Czaple, Nowe Gagowy, Rutkowice, Rzegocin, Rzeżewo, Siemiany, Sławęcin, Sławęckie Gory, Stare Gagowy, Stępka, Stróże, Świerna, Szewo, Uchodze, Walentowo, Wąwał, Wiktorowo, Wola Dziankowska, Wola Olszowa, Wola Olszowa-Parcele và Zakrzewo.

## Gmina lân cận
Gmina Lubień Kujawski giáp với gmina khác như Baruchowo, Chocen, Chodecz, Gostynin, Kowal, Łanięta và Nowe Ostrowy.